# 吉田兼好

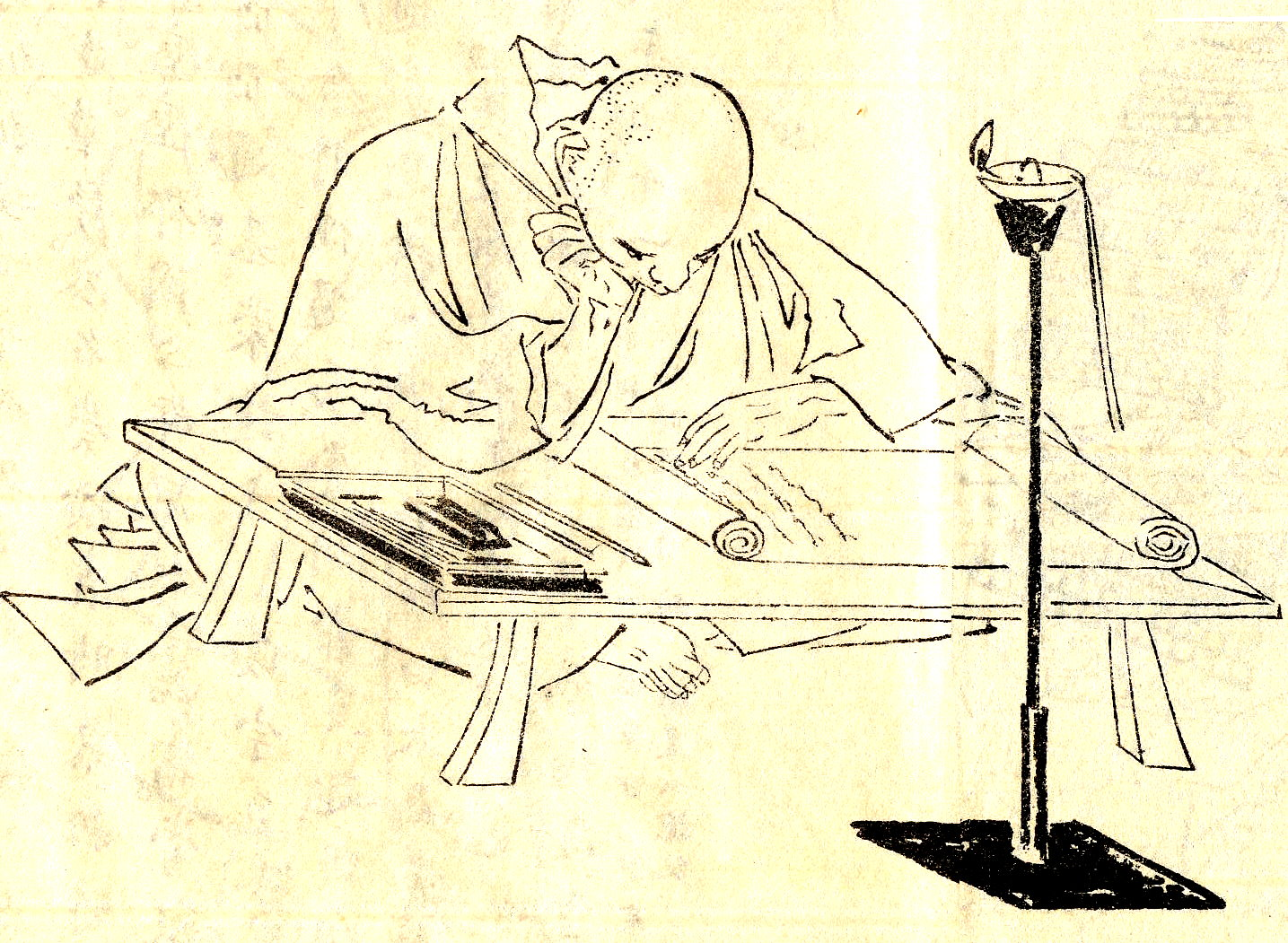
吉田兼好

吉田兼好（日语：／ Yoshida Kenyō，1283年—1358年）是日本南北朝时代的官人、歌人、法师，也稱兼好法師，文学造诣深厚，有著作《徒然草》存世，该书由杂感、评论、小故事等组成。出自神職的家系卜部氏，原名是卜部兼好，居于京都之吉田，故称吉田兼好。初事后宇多院上皇，为左兵卫尉，1324年上皇崩后在修学院出家，后行脚各处，死于伊贺。

## 脚注
1. ↑  . 中南出版传媒集团·湖南人民出版社. 2012: 3. ISBN 978-7-5438-7752-8.

## 關連項目
- 日本文學